# Ngõa Cương quân

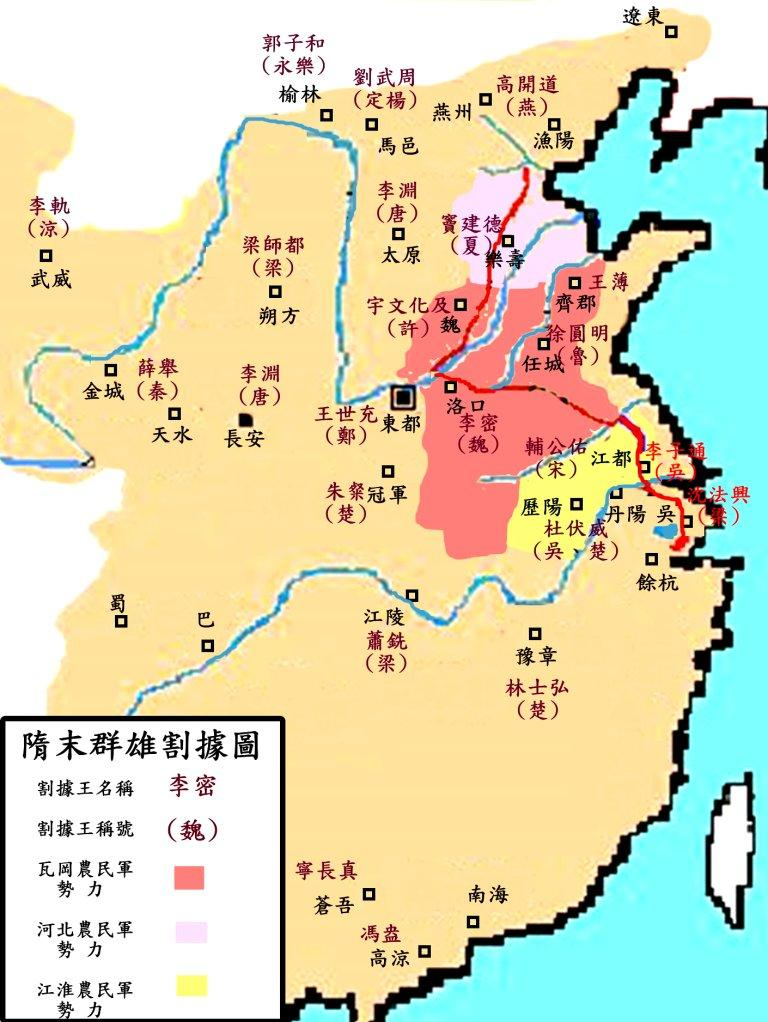
Vùng nằm trong phạm vi thế lực của
Ngõa Cương quân
Đỗ Phục Uy
Đậu Kiến Đức

Ngõa Cương quân (giản thể: 瓦岗军; phồn thể: 瓦崗軍) là một trong các đội quân khởi nghĩa vào những năm cuối cùng của triều Tùy. Sau đó, Ngõa Cương quân trở thành một thế lực cát cứ, quốc hiệu là "Ngụy", cuối cùng tan rã sau khi chiến bại trước quân của Vương Thế Sung.

## Nổi dậy ban đầu
Trạch Nhượng vốn là một quan nhỏ của triều Tùy ở Đông quận (東郡, nay gần tương ứng với An Dương, Hà Nam) song bị quan trên phán xử trảm. Viên cai ngục thấy Trạch Nhượng là hảo hán, thương cảm nên vào đêm tối đã phá xiềng xích, mở cửa nhà tù thả Trạch Nhượng ra. Trạch Nhượng thoát khỏi ngục, chạy đến trại Ngõa Cương (瓦崗) ở gần đó và tập hợp một số nông dân nghèo khổ, tổ chức một đội quân khởi nghĩa chống triều đình Tùy. Thanh niên trong khu vực đến theo rất nhiều, trong số đó có Đan Hùng Tín và Từ Thế Tích (mới 17 tuổi), họ đề xuất với ông rằng người dân trong khu vực đều rất nghèo, không nên cướp bóc của những người này để lấy lương thực cho binh sĩ, thay vào đó nên đến quận Huỳnh Dương (滎陽, nay gần tương ứng với Trịnh Châu, Hà Nam) có nhiều nhà giàu có. Trạch Nhượng nghe theo, cho quân đến Huỳnh Dương, cướp bóc của phú thương, đoạt được nhiều tài sản. Ngày càng có thêm những người tuyệt vọng gia nhập vào Ngõa Cương quân, nâng tổng quân số lên hơn một vạn.

## Lý Mật bày mưu
Sau khi Dương Huyền Cảm nổi dậy thất bại, Lý Mật thấy Trạch Nhượng là thủ lĩnh nổi dậy mạnh nhất trong khu vực nên đã gặp gỡ với Trạch Nhượng. Sau khi đến với Trạch Nhượng, Lý Mật đã giúp chỉnh đốn binh mã thành đội ngũ chỉnh tề, còn thuyết phục các thủ lĩnh nổi dậy lân cận liên hiệp lại dưới quyền của Trạch Nhượng. Khi đội ngũ trở nên lớn mạnh, Trạch Nhượng vẫn không nghĩ rằng bản thân có thể lật đổ Tùy Dạng Đế, Lý Mật nói với Trạch Nhượng: "Xưa Lưu Bang, Hạng Vũ cũng chỉ là người dân bình thường mà cuối cùng lật đổ được triều Tần. Nay Thiên tử ngu tối, bạo ngược, bách tính oán hận, đại bộ phận quân triều đình ở xa tận Liêu Đông. Trong tay ngài có binh hùng ngựa khỏe, muốn đánh hạ Lạc Dương và Trường An thì không khó khăn gì". Trạch Nhượng nghe xong thấy phấn chấn, mặc dù không đồng ý song ngày càng trở nên ấn tượng trước Lý Mật và đối đãi như khách quý.
Theo khuyến nghị của Lý Mật, Trạch Nhượng bắt đầu tiến công và chiếm các thành trong quận Huỳnh Dương. Sau khi Huỳnh Dương thái thú cáo cấp với Tùy Dạng Đế, Tùy Dạng Đế phái Trương Tu Đà (張須陀) dẫn quân trấn áp. Trước đó, Trương Tu Đà đã từng trấn áp thành công nhiều cuộc khởi nghĩa nông dân, Trạch Nhượng từng chiến bại trước Trương Tu Đà nên lần này cảm thấy lo sợ. Lý Mật cho rằng Trương Tu Đà là người "Hữu dũng vô mưu", cậy có nhiều quân nên sẽ khinh địch và có thể lợi dụng điểm này để đánh bại. Theo đề xuất của Lý Mật, Trạch Nhượng lệnh Lý Mật dẫn một nghìn lính và nấp trong rừng ở phía bắc chùa Đại Hải phục kích, còn mình sẽ giao chiến chính diện với quân Tùy. Trương Tu Đà vốn xem thường Trạch Nhượng, dẫn quân lao thẳng tới tiến công, Trách Nhượng chống ngự qua loa rời vờ thua chạy, Trương Tu Đà đuổi theo hơn 10 dặm, đường đi ngày càng hẹp, tiến vào nơi Lý Mật đã bố trí phục binh. Lý Mật cho quân mai phục xông ra chém giết quân của Trương Tu Đà, bao vây quân triều đình. Trương Tu Đà vốn dũng mãnh nên có thể thoát khỏi vòng vây, song do cố gắng cứu một số thuộc hạ, Trương Tu Đà đã tử trận, quân triều đình bị tiêu diệt. Qua chiến thắng này, danh tiếng của Ngõa Cương quân được khuếch trương rất nhiều, nguồn cung thực phẩm cũng nhiều lên. Sau chiến thắng, Trạch Nhượng lập một đội quân riêng do Lý Mật chỉ huy, gọi là "Bồ Sơn công doanh". Khi đội quân của Lý Mật phát triển, các binh sĩ của Trạch Nhượng bắt đầu có xích mích với binh sĩ của Lý Mật. Trạch Nhượng do đó đã tách quân của mình ra khỏi Lý Mật song ngay sau đó đã hối tiếc về quyết định này và lại hội quân với Lý Mật.
Vào mùa xuân năm 617, Lý Mật thuyết phục Trạch Nhượng rằng do Dạng Đế ở xa và để Dương Đồng trấn thủ Lạc Dương, các quần thần ở đó sẽ không đồng lòng. Do đó, họ đã phái Bùi Thúc Phương (裴叔方) đến Lạc Dương để do thám, song Bùi Thúc Phương đã bị phát giác và các quần thần ở Lạc Dương bắt đầu chuẩn bị tăng cường phòng thủ trước một cuộc tiến công. Đáp lại, Lý Mật và Trạch Nhượng dẫn 7.000 tinh binh công chiếm Lạc Khẩu thương (洛口倉) hay còn gọi là Hưng Lạc thương (興洛倉)- nay thuộc Củng Nghĩa, Hà Nam. Lạc Khẩu thương, do Tùy Dạng Đế cho xây dựng, là kho lương lớn nhất quốc gia, chu vi kho dài tới 20 dặm, trong đó có 3.000 hầm cất dấu lương thực, mỗi hầm chứa 8.000 thạch lúa. Quân tiến công đa phần là nông dân nghèo khổ, biết rằng sẽ công chiếm kho lương nên rất hồ hởi, dốc hết sức sức lực, quân bảo vệ kho lương không thể chống trả nổi. Ngõa Cương quân mở kho, phân phát thóc lúa cho người dân, nhiều người thấy vậy cũng gia nhập quân nổi dậy. Các tướng Tùy là Lưu Trường Cung (劉長恭) và Phòng Trắc (房崱) nhận định Ngõa Cương quân không khác gì một lũ đạo tặc đến kiếm ăn, họ xem nhẹ đội quân này nên đã bị tiến công. Lý Mật và Trạch Nhượng để quân trong thành Lạc Dương bị đói, dự định sau đó sẽ tấn công và chiếm thành.

## Lý Mật làm thủ lĩnh
Sau trận chiến, Trạch Nhượng thấy Lý Mật có tài năng hơn mình nên đã nhường chức thủ lĩnh cho Lý Mật, mọi người tôn Lý Mật làm Ngụy công. Lý Mật chấp thuận, cải nguyên niên hiệu, trong văn thư xưng là hành quân nguyên soái Ngụy công phủ. Lý Mật phong Phòng Ngạn Tảo (房彥藻) làm 'tả trưởng sử', Bính Nguyên Chân (邴元真) làm 'hữu trưởng sử', Dương Đắc Phương (楊得方) làm 'tả tư mã', Trịnh Đức Thao (鄭德韜) làm 'hữu tư mã'. Lý Mật trao cho Trạch Nhượng chức 'tư đồ', phong tước "Đông quận công". Về quân sự, Lý Mật phong Đan Hùng Tín làm 'tả vũ hậu đại tướng quân', Từ Thế Tích (徐世勣) làm 'hữu vũ hậu đại tướng quân', Tổ Quân Ngạn (祖君彥) làm 'ký thất'.
Khi Lý Mật tức vị, các tướng nổi dậy trong vùng phần lớn đều quy phục, và phần lớn trung bộ và đông bộ tỉnh Hà Nam ngày nay nằm dưới quyền kiểm soát của Lý Mật. Ngõa Cương quân tiến công đông đô, phát hịch kể tội Tùy Dạng Đế, kêu gọi bách tính vùng lên lật đổ nền thống trị của triều Tùy, việc này khiến Trung Nguyên chấn động. Tuy nhiên, đến khi Vương Thế Sung dẫn quân cứu viện Tùy từ Giang Đô đến, thoạt đầu Lý Mật đã giành được chiến thắng, song sau đó lâm vào bế tắc. Vào mùa thu năm 617, Bùi Nhân Cơ (裴仁基) đến hàng, Tần Thúc Bảo và Trình Giảo Kim cũng quy phục Lý Mật. Mặc dù số người đi theo ngày càng tăng lên, Lý Mật vẫn không thể chiếm được Lạc Dương. Đến khi Sài Chiêu Hòa (柴昭和) đề xuất với Lý Mật sách lược rằng để Trạch Nhượng và Bùi Nhân Cơ ở lại bao vây Lạc Dương, còn Lý Mật dẫn quân tập kích Trường An, Lý Mật đã nói rằng nếu không chiếm được Trường An trước tiên thì những người theo ông sẽ không tin rằng họ có thể thắng thế, Lý Mật do đó đã không chấp thuận đề xuất của Sài Chiêu Hòa.
Vào mùa đông năm 617, bắt đầu có xung khắc giữa Trạch Nhượng và một vài bộ tướng khác của Lý Mật. Tư mã Vương Nho Tín (王儒信) và Huỳnh Dương quận công Trạch Hoằng (翟弘) đều đề xuất Trạch Nhượng nắm lấy quyền nhiếp chính và tước bỏ quyền lực của Lý Mật, mặc dù đề xuất đó không được Trạch Nhượng chấp thuận song Lý Mật đã biết được. Tại một bữa tiệc do Lý Mật tổ chức cho Trạch Nhượng, giữa buổi tiệc, Lý Mật đuổi các binh sĩ bảo vệ Trạch Nhượng ra ngoài và giả vờ bảo Trạch Nhượng giương cung thử, tận dụng thời cơ, Lý Mật đã lệnh cho Thái Kiến Đức (蔡建德) giết chết Trạch Nhượng. Có vài thuộc cấp của Lý Mật thực sự thương tiếc Trạch Nhượng, họ bắt đầu cảm thấy vị trí của mình trở nên bấp bênh dưới quyền chỉ huy của Lý Mật.
Vào mùa xuân năm 618, Lý Mật rốt cuộc đã giành được một trận đại thắng trước Vương Thế Sung, sau chiến thắng này, ông đoạt được Kim Dong (金墉)- một thành lũy trọng yếu gần Lạc Dương- và chuyển đại bản doanh của Ngõa Cương quân về nơi này, cố gắng siết chặt bao vây Lạc Dương. Khi các hạ thần triều Tùy là Đoàn Đạt (段達) và Vi Tân (韋津) cố gắng tiến công, Lý Mật đã đánh bại họ, giết chết Vi Tân và buộc Đoàn Đạt phải thoát lui vào trong thành Lạc Dương. Sau đó, một số tướng lĩnh Tùy đã quy hàng Lý Mật, và một số các thủ lĩnh nổi dậy khác: gồm Đậu Kiến Đức, Chu Xán, Dương Sĩ Lâm, Mạnh Hải Công 孟海公, Từ Nguyên Lãng, Lô Tổ Thượng (盧祖尚), Chu Pháp Minh (周法明) đều viết thư thỉnh Lý Mật xưng đế. Tuy nhiên, Lý Mật nói: "đông đô chưa bình, chưa thể thảo luận về việc đó".
Sau đó, Lý Uyên đã phái Lý Kiến Thành và Lý Thế Dân suất quân tiến đến Trường An. Lý Mật đích thân dẫn quân giao chiến với Lý Kiến Thành và Lý Thế Dân trong một thời gian ngắn, song sau một số cuộc chạm trán nhỏ, hai bên đều ngưng chiến, Lý Kiến Thành và Lý Thế Dân  triệt thoái về Trường An. Cuối mùa xuân năm 618, Vũ Văn hóa Cập lãnh đạo một cuộc binh biến tại Giang Đô, giết chết Dạng Đế. Sau khi tôn Dương Hạo lên làm hoàng đế, Vũ Văn hóa Cập bắt đầu dẫn Kiêu Quả quân tinh nhuệ tiến về phương Bắc, hướng đến Lạc Dương, tạo ra một mối đe dọa lớn đối với Lý Mật.

## Giao chiến với Vũ Văn Hóa Cập
Cả quần thần triều Tùy ở Lạc Dương và Lý Mật đều lo lắng khi Vũ Văn hóa Cập tiến đến gần. Hai hạ thần triều Tùy là Nguyên Văn Đô (元文都) và Lô Sở (盧楚) đã đề ra sách lược mà theo đó sẽ 'miễn tội' và ban chức tước cao cấp cho Lý Mật để Lý Mật chống lại Vũ Văn hóa Cập, và sẽ tiêu diệt Lý Mật khi Ngõa Cương quân kiệt sức. Trong khi đó, Lý Mật đã giao chiến vài trận với Vũ Văn hóa Cập, mặc dù chiếm ưu thế song Lý Mật không thể đánh bại dứt điểm Kiêu Quả quân. Do đó, khi sứ giả của Dương Đồng đến, Lý Mật đã chấp thuận, Dương Đồng sau đó sách phong cho Lý Mật làm thái úy, thượng thư lệnh, Đông Nam đạo đại hành đài hành quân nguyên soái, Ngụy quốc công, và hứa hẹn sau khi bình định Vũ Văn hóa Cập thì sẽ mời Lý Mật vào đông đô phụ chính.
Vào mùa thu năm 618, Lý Mật biết rằng nguồn lương thực của Vũ Văn hóa Cập sắp cạn kiệt, vì thế đã giả vờ cầu hòa với Vũ Văn hóa Cập. Lý Mật chấp thuận cung cấp lương thực cho Kiêu Quả quân, song lại nên kế hoạch để thu lại, và đợi đến khi Vũ Văn hóa Cập hết lương thực thì sẽ suất quân tiến đánh. Tuy nhiên, Vũ Văn hóa Cập đã biết được kế của Lý Mật nên đã tập kích, Lý Mật gần như vong mạng song được Tần Thúc Bảo cứu giúp, Kiêu Quả quân cuối cùng bị đẩy lui. Do không thể kiếm được lương thực, Vũ Văn hóa Cập dẫn Kiêu Quả quân tiến về phía bắc, Lý Mật không truy kích.

## Giao chiến với Vương Thế Sung
Vương Thế Sung sau đó giết chết Lô Sở và Nguyên Văn Đô, nắm quyền cai quản triều đình Lạc Dương. Biết được tin tức tại Lạc Dương, Lý Mật cắt đứt quan hệ hòa bình với triều đình Lạc Dương. Tuy nhiên, Lý Mật lại đánh giá thấp về Vương Thế Sung, vì vậy đã không có nhiều đề phòng trước việc sẽ bị Vương Thế Sung tấn công. Ngõa Cương quân có nguồn lương thực dồi dào, song lại có ít tiền bạc và tơ lụa, vì thế không thể ban thưởng nhiều cho tướng sĩ. Lý Mật cũng quá hào phóng với những người mới gia nhập, khiến những người đã theo ông từ trước không hài lòng. Khi Từ Thế Tích cố gắng thuyết phục Lý Mật thay đổi, Lý Mật đã phái Từ Thế Tích đi xa khỏi Lê Dương với danh nghĩa thăng chức. Do thấy có thể kiếm lợi từ giao dịch, Bỉnh Nguyên Chân (邴元真) đã thuyết phục Lý Mật trao đổi thực phẩm với Vương Thế Sung để đổi lấy y phục. Kết quả là người dân Lạc Dương sau khi không còn thiếu lương thực thì đã không còn đi hàng phục Lý Mật, sau đó Lý Mật dừng việc trao đổi. Trong khi đó, Ngõa Cương quân kiệt sức và bị thiệt hại nặng nề khi giao chiến với Kiêu Quả quân của Vũ Văn hóa Cập. Bên cạnh đó, Ngõa Cương quân cũng trở nên mệt mỏi, khá nhiều người đã bị thương khi giao chiến với Kiêu Quả quân tinh nhuệ của Vũ Văn hóa Cập.
Vương Thế Sung nhận thấy các điểm yếu của Ngõa Cương quân, vì thế đã quyết định tiến công Lý Mật. Bùi Nhân Cơ thỉnh Lý Mật nên chặn bước tiến của quân Vương Thế Sung và sau đó lợi dụng lúc Vương Thế Sung thân chinh mà phái một đội quân công chiếm Lạc Dương. Lý Mật thì cho rằng nên từ chối giao chiến với Vương Thế Sung để chờ đến khi Vương Thế Sung cạn nguồn lương thực. Tuy nhiên, các bộ tướng Trần Trí Lược (陳智略), Phàn Văn Siêu (樊文超), và Đan Hùng Tín đều chủ trương giao chiến trực tiếp với Vương Thế Sung, Lý Mật cuối cùng đã chấp thuận thỉnh cầu của họ. Vương Thế Sung cho quân mai phục ở bên sườn, và khi Lý Mật đem quân đến giao chiến, quân mai phục cũng tiến ra tấn công, khiến quân Lý Mật thảm bại. Vương Thế Sung chiếm được thành Yển Sư (偃師, nay thuộc Lạc Dương), trong thành có hầu hết gia quyến các tướng lĩnh của Ngõa Cương quân, các thành viên trong gia quyến sau đó đã gửi lời nhắn đến các tướng lĩnh này để thúc giục họ đầu hàng. Lý Mật cố gắng triệt thoát về Lạc Khẩu, song bị Vương Thế Sung đã đuổi kịp, Bỉnh Nguyên Chân dâng Lạc Khẩu hàng Vương Thế Sung, Đan Hùng Tín cũng đầu hàng.
Lý Mật tự mình chạy về phía đông đến Hổ Lao quan, sau quyết định tiến về phía tây để hàng phục triều Đường, có khoảng 2-3 vạn quân đi theo ông. Hầu hết các lãnh thổ cũ của Lý Mật quy phục Vương Thế Sung, hay trên danh nghĩa là Dương Đồng.